# Stadhouderskade 135-136
Stadhouderskade 135-136 is een gebouw aan de Stadhouderskade/Singelgracht in De Pijp te Amsterdam-Zuid. 
Het gebouw is opgetrokken naar een ontwerp van makelaar, timmerman, bouwkundige en architect Fredrik Hendrik Koekkoek. De bouwstijl is sober eclectisch, er zijn nauwelijks enige versieringen aangebracht met de guirlandes bij de dakplint als uitzonderingen. Opvallend aan de gebouwen zijn de hoog uitgesneden toegangen. Wat tevens opmerkelijk is dat de twee gebouwen identiek zijn neergezet, terwijl het ter plaatse mode was om bij meerdere panden gebruik te maken van symmetrische bouw. 
Het dubbele woonhuis was vanaf de oplevering veelal in gebruik als woonhuis en kantoor. Ook was er enige tijd een tandarts gevestigd. In de jaren zeventig en beginjaren tachtig was de seksclub Eldorado er gevestigd, maar een brand op 29 oktober 1982 maakte een eind aan dat bedrijf. De toenmalige eigenaar zette het direct in de verkoop. In de 21e eeuw zijn de gebouwen in gebruik als hotel van de Ibis-hotelgroep, die daartoe ook de huisnummers 131 tot 134 gebruikt.
Oost ·
160 ·
158 ·
157 ·
156 ·
155 ·
151-154 ·
149-150 ·
145-146 ·
142-144 ·
140-141 ·
137-139 ·
135-136 ·
130-134 ·
129 ·
128 ·
125-127 ·
123-124 ·
116-122 ·
115 ·
110-113 ·
100-101 ·
97 ·
95-96 ·
93-94 ·
92 ·
91 ·
89-90 ·
87-88 ·
86 ·
85 ·
84 ·
82-83 ·
78-79 ·
77 ·
Heineken Brouwerij ·
74 ·
72-73 ·
69-70 ·
68 ·
67 ·
65-66 ·
64 ·
62-63 ·
60-60a ·
58-59 ·
56-57 ·
Willemshuis ·
Van Nispenhuis ·
Kapel van Sint Josephs Gezellen-Vereeniging ·
54 ·
52-53 ·
47-49 ·
Carel Willinkplantsoen ·
Polderhuis ·
Ruysdaelkade 2-4 ·
Judith Leysterbrug ·
42 (Rijksmuseum) ·
40-41 ·
31-35 ·
30 ·
29 ·
Park Centraal Amsterdam ·
Stedemaagd (Vondelpark) ·
Byzantium ·
Koepelkerk ·
12 (Marriott) ·
Persilhuis ·
7 ·
5 ·
3 ·
1 ·
West